# Keputran (Kemalang)
Keputran is een bestuurslaag in het regentschap Klaten van de provincie Midden-Java, Indonesië. Keputran telt 3214 inwoners (volkstelling 2010).